# Szovjet labdarúgó-szövetség
A Szovjet labdarúgó-szövetség (oroszul: Федерация футбола СССР; magyar átírásban: Fegyeracija Futbola SZSZSZR) a Szovjetunió nemzeti labdarúgó-szövetsége volt 1934 és 1991 között. 
1934. december 27-én alapították. 1946-ban a FIFA, 1954-ben az UEFA tagja lett.
A szövetség szervezte a Szovjet labdarúgó-bajnokságot valamint a Szovjet kupát. Működtette a Szovjet labdarúgó-válogatottat valamint a Szovjet női labdarúgó-válogatottat. Székhelye Moszkvában volt. 
A Szovjetunió 1991-es felbomlását követően az Orosz labdarúgó-szövetség vette át az irányítást és a korábbi eredményeket neki írták jóvá.